# Rajd Złote Piaski 1975
Rajd Bułgarii 1975 (6. Rally Zlatni Piassatzi 1975) – 6. edycja rajdu samochodowego Rajd Bułgarii rozgrywanego w Bułgarii. Rozgrywany był od 21 do 22 czerwca 1975 roku. Była to dwudziesta druga runda Rajdowych Mistrzostw Europy w roku 1975 (rajd miał współczynnik – 3), druga runda Rajdowego Pucharu Pokoju i Przyjaźni w roku 1975 (do RPPiP zaliczano tylko pierwszy etap rajdu tj. pierwsze 18 odcinków specjalnych) oraz piąta runda Rajdowych Mistrzostw Grecji w roku 1975.

## Klasyfikacja rajdu
| Miejsce                      | Kierowca                     | Pilot                        | Samochód                          | Czas                         | Strata                       |                              |
| Klasyfikacja generalna i ERC | Klasyfikacja generalna i ERC | Klasyfikacja generalna i ERC | Klasyfikacja generalna i ERC      | Klasyfikacja generalna i ERC | Klasyfikacja generalna i ERC | Klasyfikacja generalna i ERC |
| ---------------------------- | ---------------------------- | ---------------------------- | --------------------------------- | ---------------------------- | ---------------------------- | ---------------------------- |
| 1.                           | Fulvio Bacchelli             | Bruno Scabini                | Fiat 124 Abarth Rallye            | 3:30:41                      | 0.0                          |                              |
| 2.                           | Reiner Altenheimer           | Hanno Menne                  | Porsche Carrera                   | 3:35:27                      | +4:45                        |                              |
| 3.                           | Andrzej Jaroszewicz          | Ryszard Żyszkowski           | Fiat 124 Abarth Rallye            | 3:39:15                      | +8:33                        |                              |
| 4.                           | Ilia Chubrikov               | Kolu Chubrikov               | Renault 12 Gordini                | 3:40:20                      | +9:38                        |                              |
| 5.                           | Błażej Krupa                 | Piotr Mystkowski             | Renault 17 Gordini                | 3:48:31                      | +17:49                       |                              |
| 6.                           | Karel Šimek                  | Oto Landecký                 | Škoda 120 S                       | 3:52:32                      | +21:50                       |                              |
| 7.                           | Tomasz Ciecierzyński         | Jacek Różański               | Polski Fiat 125p 1600 Monte Carlo | 3:54:30                      | +23:48                       |                              |
| 8.                           | Vlastimil Havel              | Jiří Syrovátko               | Škoda 120 S                       | 3:57:31                      | +26:49                       |                              |
| 9.                           | Anatoliy Kozyrchikov         | Galina Kozyrchikova          | Lada VAZ 2103                     | 3:58:18                      | +27:36                       |                              |
| 10.                          | Svatopluk Kvaizar            | Jiří Kotek                   | Škoda 120 S                       | 3:59:38                      | +28:56                       |                              |
| Klasyfikacja CoPaF           |                              |                              |                                   |                              |                              |                              |
| 1.                           | Andrzej Jaroszewicz          | Ryszard Żyszkowski           | Fiat 124 Abarth Rallye            | 1:53:47                      | 0,0                          |                              |
| 2.                           | Ilia Chubrikov               | Kolu Chubrikov               | Renault 12 Gordini                | 1:57:28                      | +3:41                        |                              |
| 3.                           | Karel Šimek                  | Oto Landecký                 | Škoda 120 S                       | 2:02:47                      | +9:00                        |                              |
| 4.                           | Tomasz Ciecierzyński         | Jacek Różański               | Polski Fiat 125p 1600 Monte Carlo | 2:03:16                      | +9:29                        |                              |
| 5.                           | Błażej Krupa                 | Piotr Mystkowski             | Renault 17 Gordini                | 2:04:48                      | +11:01                       |                              |
| 6.                           | Krzysztof Komornicki         | Janusz Wojtyna               | Polski Fiat 125p 1600 Monte Carlo | 2:05:17                      | +11:30                       |                              |